# Predictor@home
Projeto mundial que utiliza a capacidade ociosa de computadores do mundo todo para ajudar pesquisadores
a descobrir proteínas úteis e prejudiciais ao organismo humano. 
A participação neste projeto é aberta a todos os interessados.
Faz parte do projeto BOINC.